# Żernica Niżna
Żernica Niżna – nieistniejąca wieś, położona w województwie podkarpackim, w powiecie leskim, w gminie Baligród.
W połowie XIX wieku właścicielami posiadłości tabularnej Żernica Niżna z Dłubnią byli Andrzej i Rafał Osuchowski.
Wieś leżała nad środkowym biegiem potoku Ruchlin. W 1921 r. Żernica Niżna liczyła jeszcze 395 mieszkańców (w tym 58% grekokatolików).
W II Rzeczypospolitej wieś w powiecie leskim województwa lwowskiego. Po II wojnie światowej w okolicach wsi dokonywała się koncentracja bieszczadzkich oddziałów UPA. W latach 1944–1946 nacjonaliści ukraińscy z OUN-UPA zamordowali tutaj i we wsi Żernica Wyżna 34 Polaków. Na skutek walk UPA z Wojskiem Polskim wieś uległa zupełnemu zniszczeniu, a miejscowa ludność całkowicie wysiedlona (akcja „Wisła”). Jedynym budynkiem, jaki pozostał w nieistniejącej wsi, jest kaplica rzymskokatolicka pod wezwaniem Matki Boskiej Ostrobramskiej.

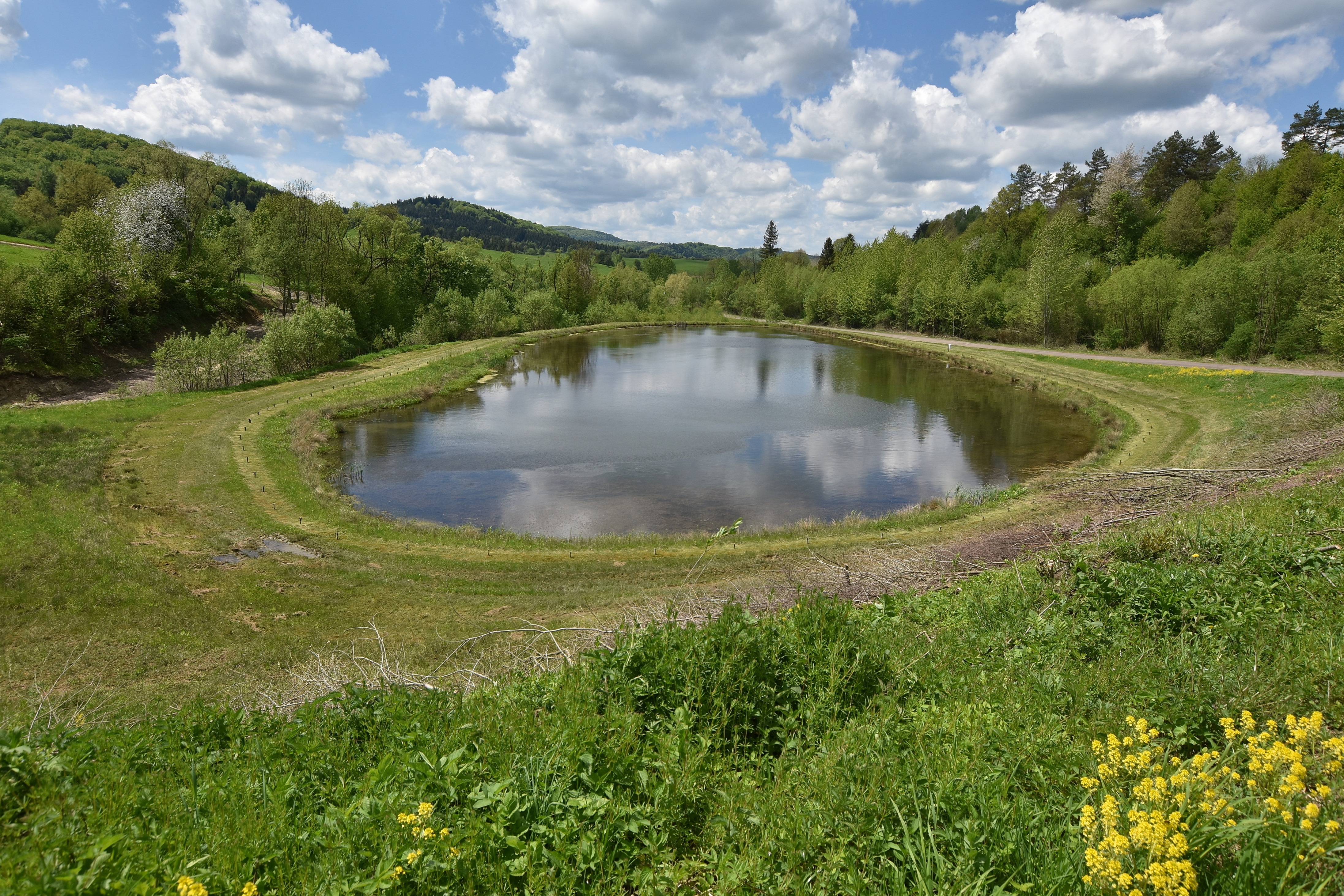
Staw
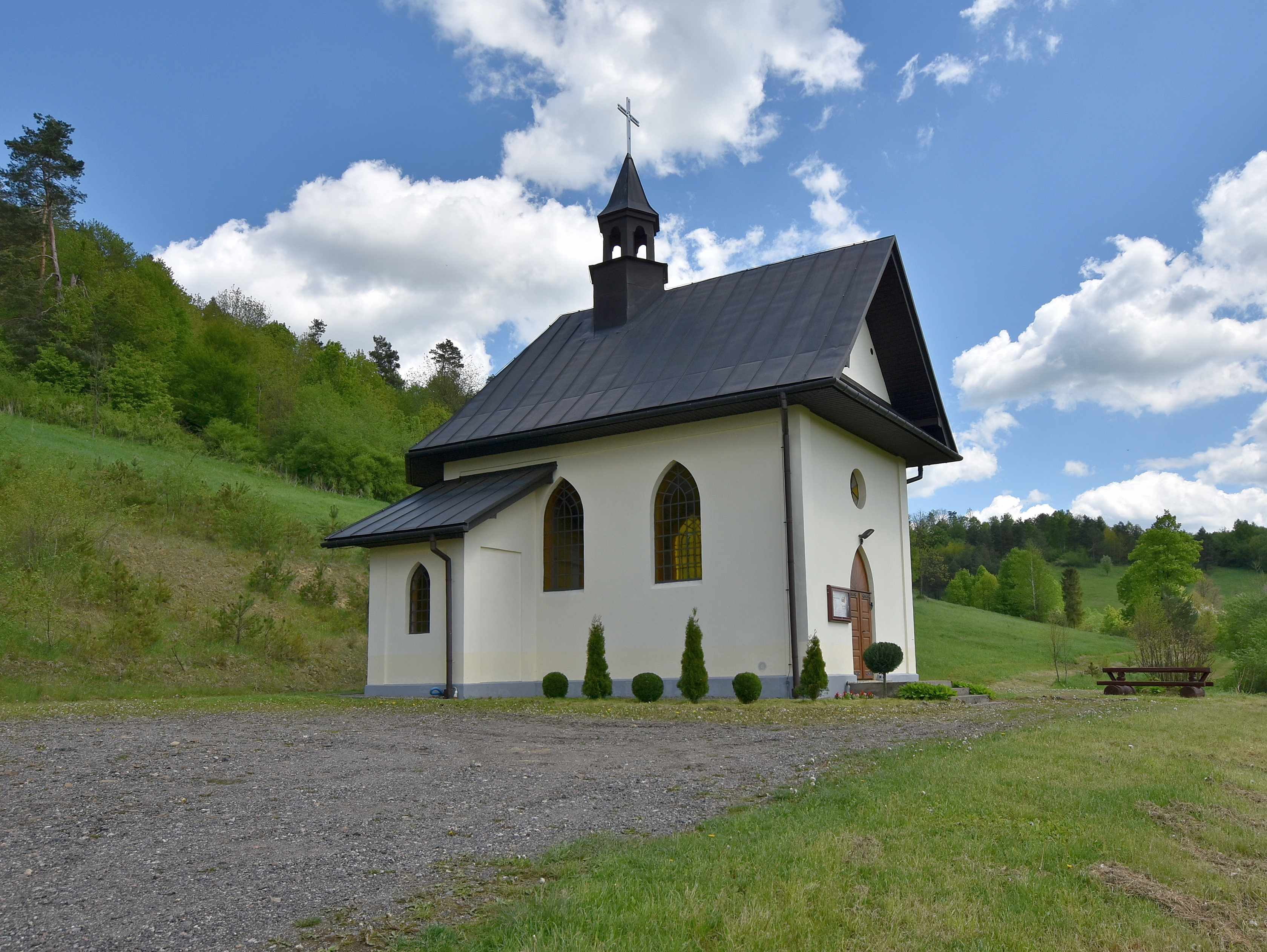
Kaplica